# Рейс в один кінець
Рейс в один кінець (англ. One Way Passage) — американська мелодрама Тея Гарнетта 1932 року з Вільямом Пауеллом та Кей Френсіс, знятий кінокомпанією Warner Bros.  За однойменним оповіданням Роберта Лорда.

## Сюжет
Злочинець, якого під конвоєм везуть на страту і невиліковно хвора красуня. Чи зможуть вони полюбити один одного на борту круїзного лайнера, що пливе з Гонконгу в Сан-Франциско? Адже це останній в їхньому житті шанс відчути теплоту і близькість іншої людини ... а головне - чи встигнуть вони?

## У ролях
- Вільям Пауелл — Ден
- Кей Френсіс — Джоан
- Ейлін МакМейхон — Бетті
- Френк МакГ'ю — Скіппі
- Воррен Гаймер — Стів
- Фредерік Бертон — лікар
- Майк Донлін — бармен